# رنة الخلخال (فلم)
رنة الخلخال هو فيلم دراما مصري من إخراج محمود ذو الفقار  وبطولة مريم فخر الدين، شكري سرحان، نجمة إبراهيم، عبد الوارث عسر وبرلنتي عبد الحميد.

## نبذه
فتاة ضالة لا ملجأ لها ولا معين بعد وفاة أبيها، من وقت لآخر تمر على صاحب الفرن فيعطف العجوز عليها، وحين تنقطع عنه مدة طويلة ويعرف أنها مريضة يذهب اليها وينقلها إلى داره لتعيش فيه خادمة، عندما تشعر بالدفء ولين العيش تسلط فتنتها على الشيخ تارة وعلى ولده تارة، يصدها الشاب أما الشيخ فينهار أمامها ويتعلق بها ولا يلبث أن يتزوج منها وتقيم مع الشيخ وزوجته وابنه.

## طاقم العمل
- مريم فخر الدين بدور فضيلة
- شكري سرحان بدور حسن
- نجمة إبراهيم بدور أم بدوي
- عبد الوارث عسر بدور الحاج عامر
- برلنتي عبد الحميد بدور لواحظ
- محمد الطوخي بدور الشيخ هاشم
- عبد المنعم إسماعيل بدور الأسطى مصطفى
- حسين إسماعيل بدور المعلم محمود

## وصلات خارجية
- مقالات تستعمل روابط فنية بلا صلة مع ويكي بيانات